# خليج أموندسن
خليج أموندسن (بالإنجليزية: Amundsen Gulf)‏ هو مسطح مائي تبلغ مساحته 60000 كلم2. وهو خليج يقع في الأقاليم الشمالية الغربية الكندية بين جزيرة فيكتوريا و جزيرة بنكس واليابسة الرئيسية.يقرب طوله من 250 إلى 90 ميل حيث يلتقي مع بحر بوفور. خليج أموندسن إكتشفه المستكشف النرويجي روال أموندسن من بين 1903 و 1906.الخليج في الطرف الغربي من الممر الشمالي الغربي الشهير الذي يربط المحيط الأطلسي بالمحيط الهادي. لا يعيش كثير من الأشخاص على شواطئ هذا الخليج، ومع هذا توجد هناك عدد من البلدات الصغيرة والتجمعات ابشرية مثل ساكس هاربور وأولوخاكتوك وباولاتوك. ويقع في شمال الخليج مضيق أمير ويلز، وإلى الشرق والجنوب الشرقي يقع مضيق دولفين آند يونيون الذي ينتهي في خليج كورونيشن مروراً بخليج سيمبسون. ويُعتبر الخليج منطقة قطبية، ومناخه قطبي يتميز بشتاء شديد البرودة، ودائماً ما يتجمد الخليج في أواخر الشتاء ويذوب معظمه في شهر يوليو، وبعض المناطق الأكثر برودة في الأجزاء الشمالية والشرقية يتأخر ذوبانها إلى شهر أغسطس.